# Song Gong
Song Gong (chinesisch 恭帝, Pinyin Gōngdì – „Kaiser Gong“; * 1271; † um 1323) war der 16. Kaiser der Song-Dynastie und damit der 7. Kaiser der Südlichen Song-Dynastie. Er wurde 1274 als Dreijähriger zum Kaiser von China ernannt, wurde aber schon zwei Jahre später wieder abgesetzt.
| Vorgänger | Amt                        | Nachfolger |
| --------- | -------------------------- | ---------- |
| Duzong    | Kaiser von China 1274–1276 | Duanzong   |

| Personendaten    | Personendaten                                                    |
| ---------------- | ---------------------------------------------------------------- |
| NAME             | Song Gong                                                        |
| ALTERNATIVNAMEN  | Sòng Gōngdì (Pinyin); 宋恭帝 (chinesisch, Lang- und Kurzzeichen) |
| KURZBESCHREIBUNG | Kaiser von China während der Song-Dynastie                       |
| GEBURTSDATUM     | 1271                                                             |
| STERBEDATUM      | um 1323                                                          |